# Minuskel 8
Minuskel 8 (in der Nummerierung nach Gregory-Aland), ε 164 (von Soden) ist eine griechische Minuskelhandschrift des Neuen Testaments auf 199 Pergamentblättern (28,7 × 21,8 cm). Mittels Paläographie wurde das Manuskript auf das 11. Jahrhundert datiert. Es wurde mit zwei Spalten je Seite mit je 22 Zeilen geschrieben.

## Beschreibung
Der Kodex enthält den vollständigen Text der vier Evangelien. Der Eusebische Kanon ist enthalten.
Der griechische Text repräsentiert den Byzantinischen Texttyp.
Der Kodex wurde von Robert Estienne in seiner Editio Regia (1550) benutzt. Dort bezeichnete er ihn als ζ'. Als Ergebnis wurde seine Lesart Teil des Textus Receptus.
Der Kodex befindet sich in der  Bibliothèque nationale de France (Gr. 49) in Paris.